# Kaim
Kaim (auch: Kayn; Kajim; † 12. Januar 1194) war Bischof von Olmütz.
Kaim soll ein Prämonstratenser-Chorherr des Klosters Strahov gewesen sein. Nach dem Tod des Olmützer Bischofs Pilgrim ernannte der mährische Markgraf Konrad III. Otto Kaim zu dessen Nachfolger. Gegen die Ernennung sollen der böhmische Herzog Friedrich, der Prager Bischof und das Domkapitel protestiert haben.
Während seiner Amtszeit wurde 1190 das Prämonstratenserkloster Klosterbruck gegründet, das Konrad III. Otto und seine Mutter zu Ehren der Mutter Gottes und des Hl. Wenzel gestiftet haben. Es wurde mit Chorherren aus Strahov besiedelt.